# 姚曾荫
姚曾荫（1915年—1988年），男，江苏镇江人，中国国际贸易学家，曾任对外经济贸易大学教授、博士生导师。